# كاليكريين

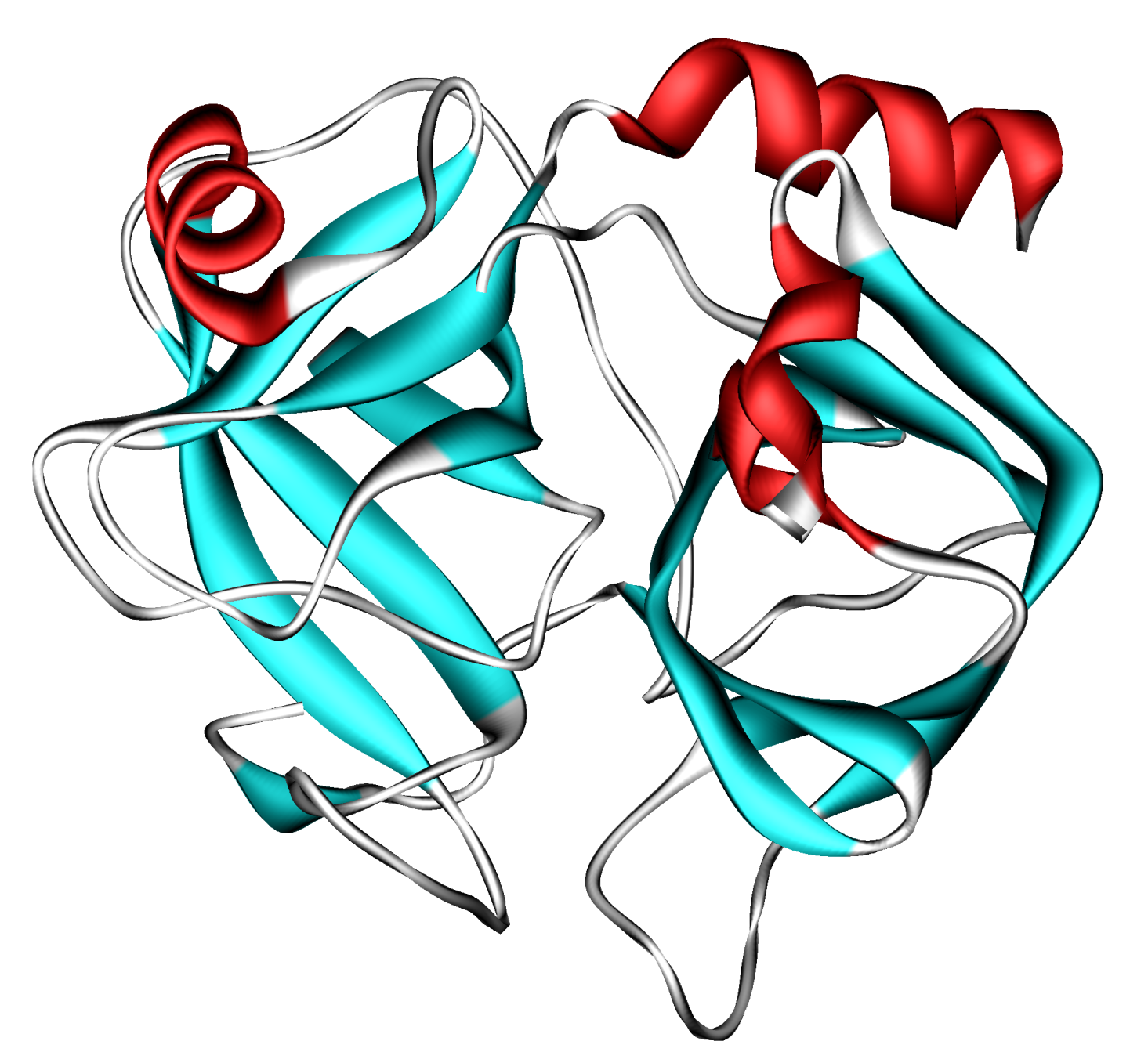

كاليكريين (بالإنجليزية: Kallikrein) عبارة عن مجموعة فرعية من أنزيمات البروتياز سيرين، وهذه الأنزيمات قادرة على شق سندات الببتيد في البروتينات البشرية .

## التواجد
واحد من مجموعة الانزيمات التي تتواجد في الدم وفي سوائل الجسم والتي تعمل على بعض الغلوبولينات في البلازما لانتاج البراديكينين (Bradykinin) والكاليدين (Kallidin).

## الوظيفة
انزيمات الكالكريين هي المسؤولة عن تنسيق مختلف الوظائف الفسيولوجية بما في ذلك ضغط الدم، تسييل السائل المنوي والتقشر الجلدي.